# Cetate, Timișoara

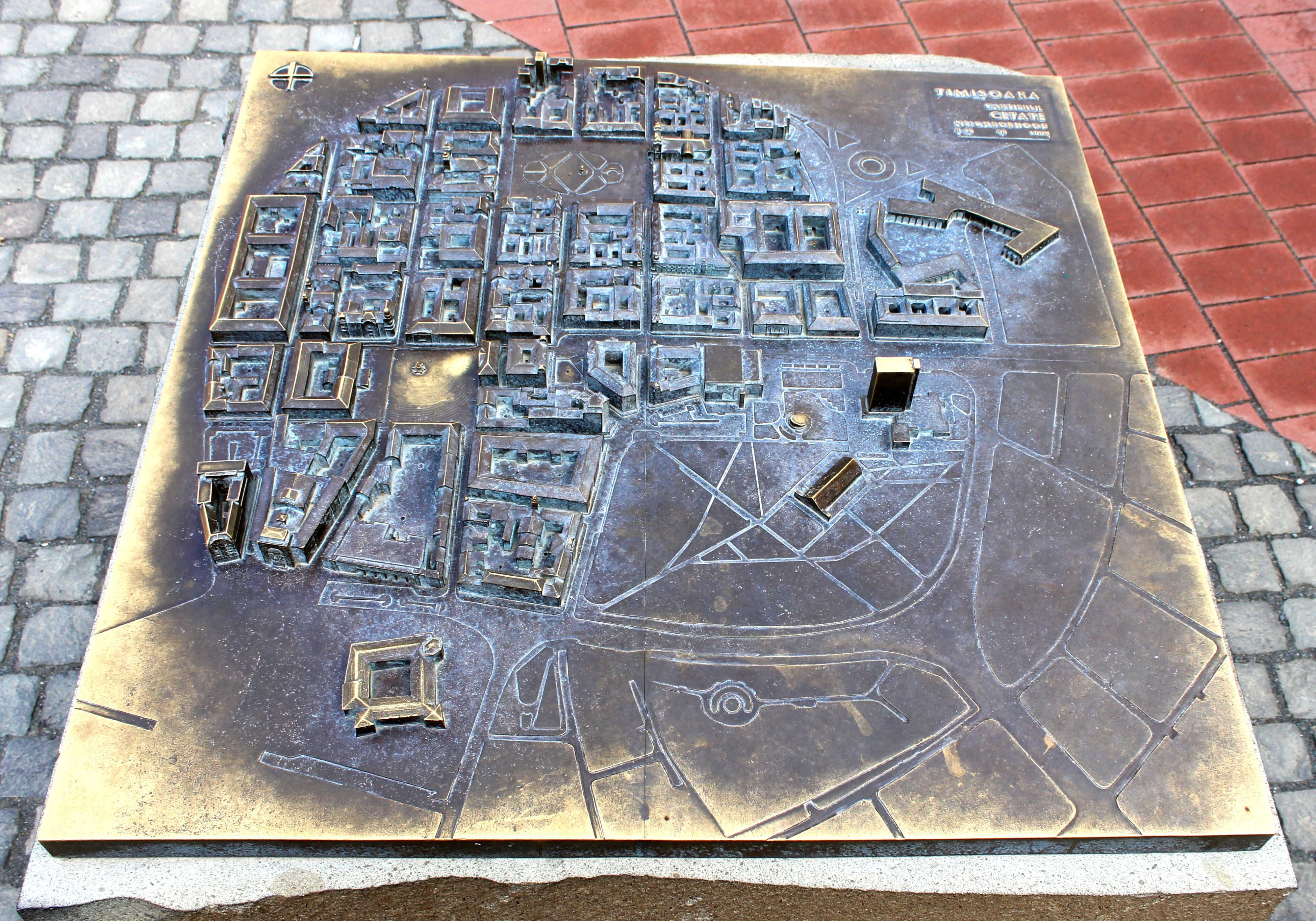
Macheta zonei intra muros din cartierul Cetate, amplasată în Piața Libertății

Cetate este cartierul central al municipiului Timișoara, care se întinde pe locul Cetății Timișoara, de tip Vauban. Cartierul a fost modernizat în perioada Belle Époque, în cele trei decenii în care la conducerea orașului s-a aflat primarul Carol Telbisz.
Denumirea cartierului vine de la existența Cetăților pe care Timișoara le-a avut în decursul secolelor. Timișoara a avut o cetate veche, medievală și o cetate nouă, modernă, din care se mai văd și azi părți. Aceasta din urmă, mult mai mare, s-a construit intre anii 1723-1765. Întreaga construcție a fortificațiilor a costat 20 milioane florini austrieci fiind cea mai măreață lucrare a secolului XVIII-lea, din rămășițele căreia se păstrează fragmente în zona Bastionului Theresia, la Piața 700 sau în Parcul Botanic.